# Forum 66
Forum 66 (en chino simplificado, 市府恒隆广场; en chino tradicional, 市府恆隆廣場) es un complejo de torres gemelas en Shenyang, China. El complejo consiste en dos rascacielos: la Torre 1 tendría un altura de 384 m con 76 plantas, pero actualmente su construcción se encuentra parada, y la Torre 2 tiene una altura de 351 m con 68 plantas.
El promotor del complejo es Hang Lung Properties y comparte su nombre chino con otros proyectos de Hang Lung, como Plaza 66 en Shanghái.